# فائز عبد الحسن العبودي
فائز عبد الحسن العبودي بطل عالمي لبناء الاجسام ومدرب المنتخب الوطني ومدرب نادي الشرطة الرياضي سابقا وحاليا رئيس الاتحاد العراقي المركزي لبناء الاجسام.
كانت بدايته مع نادي الصقر العربي 1990، ثم نادي نادي الشرطة لفئة الشباب 1992.

## المشاركات

### المحلية
- بطل العراق لفئة الشباب من 1992-1996

- بطل العراق لفئة المتقدمين ولاعب منتخب وطني 1996-2009

### المشاركات الدولية
- بطولة الاهرام الدولية في الأردن الوسام الذهبي 1996
- بطولة القدس الدولية الوسام الذهبي 1997
- بطولة العرب الدولية الوسام الذهبي 2000
- بطولة العرب الدولية في القاهرة الوسام الفضي 2001
- بطولة العالم في مصر 2001
- بطولة العالم في ميانمار المركز العاشر 2002
- بطولة العين الدولة في الإمارات الوسام الفضي 2004
- بطولة آسيا في البحرين 2005
- بطولة قطر الذهبية 2005
- بطولة العرب في عمان-مسقط الوسام الذهبي 2006
- بطولة امم اسيا في قطر 2006
- بطولة العرب في الأردن الوسام الذهبي 2009
- بطولة العالم في الإمارات المركز الرابع 2009
- مدرب منتخب وطني 2010- 2014

## انجازاته كمدرب
- مدرب الدورة العربية الدولية _ الأول فرقيا
- بطولة العرب 2010 المركز الثاني متقدمين والأول شباب
- بطولة اسيا في أوزبكستان المركز الثالث فرقيا
- مشاركة في بطولة العالم في الهند2011
- بطولة العرب في المغرب 2013 المركز الثاني متقدمين والأول شباب.